# Бердников, Александр Рафаилович
Алекса́ндр Рафаи́лович Бе́рдников (21 марта 1981, Ашхабад) — российский певец, участник группы «Корни», ставшей победителем музыкального проекта «Фабрика звёзд».

## Биография
Родился 21 марта 1981 года в Ашхабаде в цыганской семье. Когда ему было 5 лет семья переехала в Минск. С детства собирал видеозаписи концертов разных зарубежных исполнителей, в том числе Майкла Джексона, и самостоятельно учился петь и танцевать, занимаясь по несколько часов в день. Побеждал в различных танцевальных конкурсах, в том числе международных — в 14 лет он ездил в Чехию на конкурс современного танца.
Является членом Общественного совета при УВД по ЮЗАО ГУ МВД России по городу Москве.

## Творчество
Музыкальная карьера Бердникова началась в возрасте 16 лет, когда белорусская группа «Сябры» предложила ему записать вместе песню и поехать с ними в гастрольный тур. После окончания школы перебрался в Москву, где поступил в театральный институт ГИТИС и окончил его эстрадный факультет. В 2002 году решил попробовать свои силы в проекте «Фабрика Звёзд», в результате чего стал её победителем в составе группы «Корни». 
В 2009 году снялся в фильме Юрия Кары «Гамлет. XXI век», в котором сыграл роль Розенкранца.
В 2004 году участвовал в реалити-шоу Первого канала «Последний герой».

## Личная жизнь
24 июля 2008 года женился на ростовчанке из цыганской семьи Ольге Мажарцевой. 18 января 2010 года родилась дочь Милана. 5 февраля 2012 родился сын Марсель. В августе 2016 года родились близнецы Роза и Валентина.
Являлся заместителем председателя Федерального политсовета партии Честно по международным отношениям